# Бреннан, Рози
Рози Бреннан (англ. Rosie Brennan; 2 декабря 1988 года, Солт-Лейк-Сити, Юта, США) — американская лыжница, победительница этапов Кубка мира, участница чемпионатов мира и Олимпийских игр 2018 года. Специализируется в дистанционных гонках.

## Биография
Рози Бреннан начала заниматься лыжным спортом в 14 лет в Парк-Сити — одном из крупнейших центров США, где проходили зимние Олимпийские игры 2002 года. По словам американки, домашняя Олимпиада вдохновила её стать лыжницей. В 2011 году спортсменка успешно закончила Дартмутский колледж (штат Нью-Гэмпшир) по специальности «География». По окончании учёбы в Хановере Рози переехала в Анкоридж (штат Аляска) и в 2017 году получила образование в Аляскинском тихоокеанском университете. По окончании спортивной карьеры Рози планирует стать учителем.
16 января 2009 года американка впервые выступила на этапе Кубка мира: на предолимпийской неделе в Ванкувере Рози заняла 34-е место в квалификации спринта и 17-е — в командном спринте. Первого успеха на международных соревнованиях американская лыжница достигла в 2015 году, став третьей в эстафете.
Бреннан участвовала на трёх чемпионатах мира, а также на Олимпийских играх 2018 года. Лучшим результатом в личных соревнованиях для американки является 10 место в скиатлоне на 15 км на чемпионате мира 2019 года в Зефельде, а в командных — четвёртая позиция в эстафете на чемпионате мира 2015 года.
В сезоне 2020/2021 Рози Бреннан стала одним из открытий соревнований. 29 ноября 2020 года американка впервые в карьере поднялась на подиум в личных соревнованиях: на этапе Кубка мира в Руке 31-летняя лыжница стала третьей в гонке преследования. Две недели спустя Бреннан сделала «золотой дубль» в Давосе: сначала Рози первенствовала в спринте, а на следующий день победила в гонке с интервального старта на 10 км свободным стилем. Таким образом, по итогам соревнований в Швейцарии, Бреннан стала первой спортсменкой в истории США, возглавившей все три зачёта Кубка мира.

## Результаты

### Олимпийские игры
| Олимпийские игры | Спринт | Командный спринт | 10 км | 7,5+7,5 км | 30 км | Эстафета |
| ---------------- | ------ | ---------------- | ----- | ---------- | ----- | -------- |
| 2018 Пхёнчхан    | —      | —                | —     | 58         | —     | —        |

### Чемпионаты мира
| Чемпионат мира  | Спринт | Командный спринт | 10 км | 7,5+7,5 км | 30 км | Эстафета |
| --------------- | ------ | ---------------- | ----- | ---------- | ----- | -------- |
| 2015 Фалун      | —      | —                | —     | 29         | 16    | 4        |
| 2017 Лахти      | —      | —                | 31    | 27         | —     | —        |
| 2019 Зефельд    | —      | —                | 24    | 10         | 16    | 5        |
| 2021 Оберстдорф | 34     | 5                | —     | —          | —     | —        |